# Fowler (Indiana)
Fowler és una població dels Estats Units a l'estat d'Indiana. Segons el cens del 2006 tenia 2.305 habitants.

## Demografia
Segons el cens del 2000, Fowler tenia 2.415 habitants, 948 habitatges, i 623 famílies. La densitat de població era de 666 habitants/km².
Dels 948 habitatges en un 32,9% hi vivien nens de menys de 18 anys, en un 53,7% hi vivien parelles casades, en un 9,6% dones solteres, i en un 34,2% no eren unitats familiars. En el 30,9% dels habitatges hi vivien persones soles el 14,9% de les quals corresponia a persones de 65 anys o més que vivien soles. El nombre mitjà de persones vivint en cada habitatge era de 2,43 i el nombre mitjà de persones que vivien en cada família era de 3,04.
Per edats la població es repartia de la següent manera: un 27% tenia menys de 18 anys, un 6,9% entre 18 i 24, un 27% entre 25 i 44, un 21% de 45 a 60 i un 18,1% 65 anys o més.
L'edat mediana era de 38 anys. Per cada 100 dones de 18 o més anys hi havia 88,1 homes.
La renda mediana per habitatge era de 40.396$ i la renda mediana per família de 50.586$. Els homes tenien una renda mediana de 29.889$ mentre que les dones 21.781$. La renda per capita de la població era de 17.881$. Entorn del 4,5% de les famílies i el 5,8% de la població estaven per davall del llindar de pobresa.

## Poblacions més properes
El següent diagrama mostra les poblacions més properes.